# Měřítko mapy

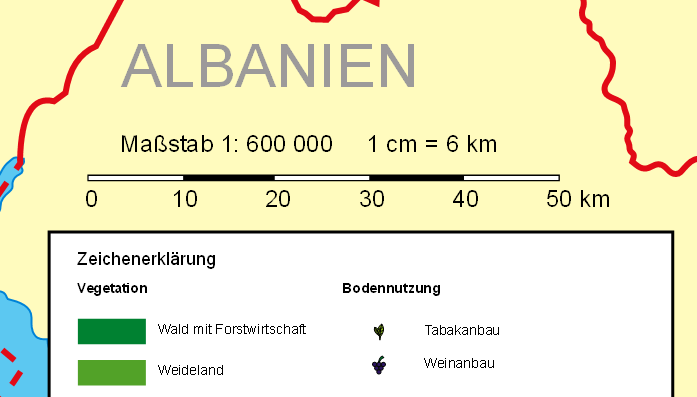
Příklad měřítka mapy 1 : 600 000 (zapsaného chybně pouze s druhou mezerou) včetně grafického vyjádření

Měřítko mapy udává poměr zmenšení mapy, tedy poměr délky měřené na mapě k délce ve skutečnosti. Mezi nejpoužívanější vyjádření měřítek na mapě patří číselný poměr (např. 1 : 100 000) a grafické (úsečka označená skutečnou délkou). Měřítka umožňují vytvořit si přibližnou představu o podrobnosti mapy a lze je podle toho členit na měřítka velká (nejpodrobnější), střední a malá.
Mapovým zobrazením zakřiveného povrchu (např. Země) do dvojrozměrné mapy vzniká nerovnoměrné zkreslení, kvůli kterému se měřítko na různých místech jedné mapy liší. Nejvýraznější je toto zkreslení u map malých měřítek.
Informace o měřítku mapy je základním kompozičním prvkem map a nesmí až na výjimky v žádné mapě chybět.

## Matematické vyjádření
Standardně se měřítko udává poměrem 1 : M, kde M je měřítkové číslo. Matematicky lze měřítko vyjádřit jako:
{\displaystyle m=1/M=s{\acute {}}/s}
- M - měřítkové číslo - součinitel, kterým je třeba násobit odměřenou délku na mapě pro získání skutečné délky
- s´ - délka na mapě
- s - délka na referenční ploše (dále zjednodušeně délka ve skutečnosti)

Tedy pokud vynásobíme délku na mapě měřítkovým číslem M, získáváme délku ve skutečnosti. Pokud délku ve skutečnosti vydělíme měřítkovým číslem, dostáváme délku na mapě.

### Příklad stanovení délky na mapě a referenční ploše

#### 1: 200 000
Toto měřítko znamená, že 1 cm na mapě je 200 000 cm = 2 000 m = 2 km ve skutečnosti. Tím jsme zjistili, že 1 cm na mapě = 2 km ve skutečnosti. V praxi se určuje délka jednoho centimetru v mapě tak, že se u měřítkového čísla „škrtne pět nul“, tedy posune desetinná čárka o pět míst vlevo.

#### 1: 15 000
Pokud pracujeme s plánkem, převádí se většinou na metry: 1 cm na plánku je 15 000 cm = 150 m. Tím jsme zjistili, že 1 cm na plánku = 150 m ve skutečnosti.

### Porovnání měřítek
Následující tabulka obsahuje přehledné porovnání měřítek na nejčastěji používaných mapách.
| Mapové měřítko | 1 cm na mapě se rovná v terénu | 1 km v terénu se rovná na mapě | Orientační příklad mapy  |
| -------------- | ------------------------------ | ------------------------------ | ------------------------ |
| 1 : 5 000      | 50 m                           | 20 cm                          |                          |
| 1 : 10 000     | 100 m                          | 10 cm                          | plánek města             |
| 1 : 25 000     | 250 m                          | 4 cm                           | lokální mapa             |
| 1 : 50 000     | 500 m                          | 2 cm                           | podrobná turistická mapa |
| 1 : 75 000     | 750 m                          | 1,33 cm                        | podrobná turistická mapa |
| 1 : 100 000    | 1 km                           | 1 cm                           | turistická mapa          |
| 1 : 500 000    | 5 km                           | 2 mm                           | menší autoatlas          |
| 1 : 1 000 000  | 10 km                          | 1 mm                           | mapa státu               |

## Podrobnost mapy podle měřítka
Měřítko dané poměrem (zlomkem) 1 : M je tím větší, čím menší je jmenovatel M a tím je i větší podrobnost mapy. Naopak čím je měřítkové číslo M větší, tím je měřítko 1 : M menší a mapa méně podrobná (zobrazuje větší území). Podle podrobnosti zobrazení se mapy rozdělují do tří skupin:
- mapy malého měřítka – nejméně podrobné, největší území, nejmenší „přiblížení“
- mapy středního měřítka – středně podrobné, středně veliké území, střední „přiblížení“
- mapy velkého měřítka – nejpodrobnější, nejmenší území, největší „přiblížení“

Toto rozdělení je ale relativní a závisí na účelu mapy. Například:

### Z pohledu geografického
- mapy velkého měřítka – měřítka do 1 : 200 000
- mapy středního měřítka – 1 : 200 000 až 1 : 1 000 000
- mapy malého měřítka – měřítka od 1 : 1 000 000

### Z pohledu geodetického mapování
- mapy velkého měřítka – 1 : 200 až 1 : 5 000
- mapy středního měřítka – 1 : 5 000 až 1 : 200 000
- mapy malého měřítka – měřítko menší než 1 : 200 000

## Měřítko a zkreslení mapovým zobrazením
Měřítko na různých místech mapy se liší. Změny měřítka na mapě závisí především na délkovém zkreslení příslušného mapového zobrazení. Měřítko běžných map obvykle platí pro střed mapy (označuje se jako střední měřítko). Měřítko určitého místa na mapě, neodpovídající měřítku uvedenému, lze označit za lokální měřítko. Přítomnost délkového zkreslení poněkud snižuje použitelnost grafického měřítka, mohou být zobrazena různá měřítka pro různé části mapy.

## Měřítko jako kompoziční prvek mapy
Informace o použitém měřítku je jedním ze základních kompozičních prvků mapy, neměl by tak za normálních okolností v žádné mapě chybět. Rozlišujeme následující druhy měřítek jakožto kompozičního prvku mapy (dle četnosti použití v mapových kompozicí):
1. grafické měřítko,
2. číselné měřítko
3. a slovní měřítko.

### Grafické měřítko

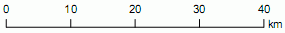
Příklad grafického měřítka

Grafické měřítko je linie s vyznačenými délkovými úseky na zobrazovací ploše, obvykle v dekadických krocích.
Pokud si přeneseme toto grafické znázornění na úzký proužek papíru, můžeme podle něho jednoduchým nanášením na mapu poměrně přesně měřit vzdálenosti.

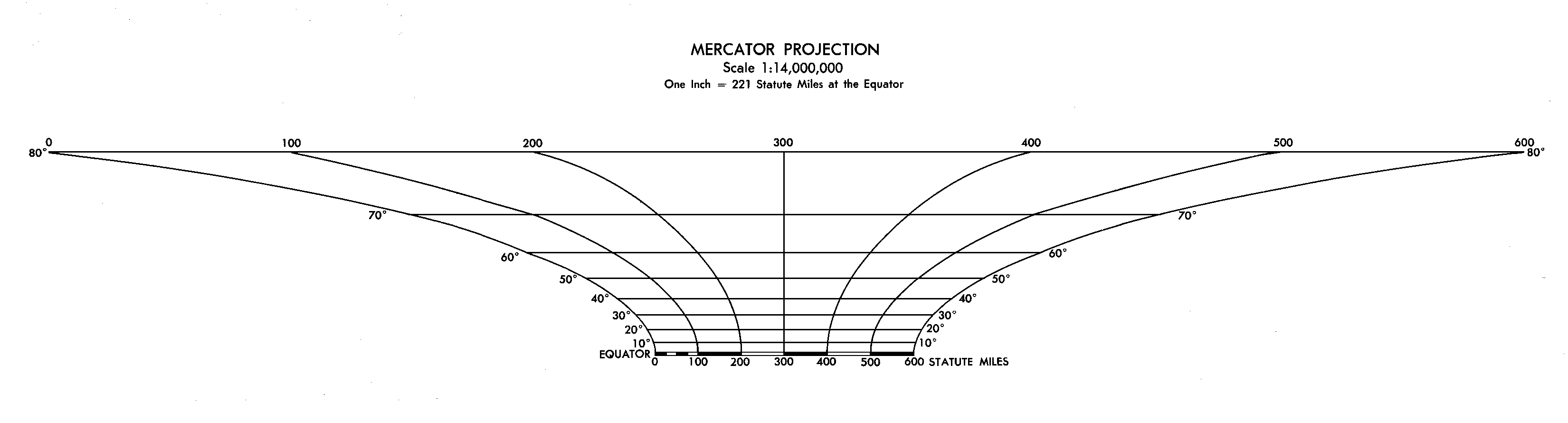
Příklad grafického měřítka pro Mercatorovo zobrazení

U některých kartografických zobrazení odpovídá stejné vzdálenosti na různých místech mapy různá vzdálenost na zobrazované ploše. Grafické měřítko pak obsahuje několik dílčích měřítek (například pro různou zeměpisnou šířku; viz ukázka z mapy světa v Mercatorově zobrazení).

### Číselné měřítko
Číselné měřítko je vyjádření měřítka ve standardní formě zápisu 1 : M, kde M je měřítkové číslo. Má obvykle dekadickou formu.
Namísto číselného měřítka se doporučuje upřednostnit grafické v případech, kdy:
- mapa není v dekadickém měřítku (např. 1 : 23 587)
- nebo se předpokládá zvětšování a zmenšování mapy, například vlivem kopírování, kdy se neměnné číselné měřítko stává chybným.

### Slovní měřítko
Slovní měřítko je slovní formulace číselného měřítka. Nejčastěji zní: 1 cm odpovídá xx km. Používaná formulace 1 cm odpovídá xx km ve skutečnosti není přesná a neměla by se používat.